# Thiago Monteiro
Thiago Moura Monteiro (* 31. května 1994 Fortaleza) je brazilský profesionální tenista hrající levou rukou. Ve své dosavadní kariéře na okruhu ATP Tour nevyhrál žádný turnaj. Na challengerech ATP a okruhu ITF získal deset titulů ve dvouhře a dva ve čtyřhře.
Na žebříčku ATP byl ve dvouhře nejvýše klasifikován v říjnu 2022 na 61. místě a ve čtyřhře pak v lednu 2022 na 144. místě. Trénují ho Fabian Blengino a Pablo Fuentes. Na juniorském kombinovaném žebříčku ITF figuroval nejvýše v lednu 2012 na 2. příčce.
V brazilském daviscupovém týmu debutoval v roce 2016 světovou baráží proti Belgii, v jejíž úvodní dvouhře získal pouze čtyři gamy na David Goffina. Belgičané zvítězili 4:0 na zápasy. Do dubna 2021 v soutěži nastoupil k osmi mezistátním utkáním s bilancí 7–8 ve dvouhře a 0–0 ve čtyřhře.

## Tenisová kariéra
V rámci událostí okruhu ITF debutoval v září 2008, když zasáhl do dvouhry Microsol Open v rodné Fortaleze s dotací 15 tisíc dolarů. V úvodním kole podlehl krajanu Marcelu Demolinerovi z šesté světové stovky. Během listopadu 2011 vyhrál premiérový titul ITF v bahijském Salvadoru po finálovém vítězství nad krajanem Alexandrem Schnitmanem. První challengerový triumf si pak odvezl z květnového Open du Pays d'Aix 2016 v Aix-en-Provence. Ve finále přehrál argentinského hráče Carlose Berlocqa z druhé stovky klasifikace.
Na okruhu ATP Tour debutoval jako 338. hráč žebříčku únorovým Rio Open 2016 po zisku divoké karty. V úvodním kole zdolal světovou devítku Jo-Wilfrieda Tsongu, ale poté jeho cestu soutěží zastavil pozdější uruguayský vítěz Pablo Cuevas. V témže měsíci vyřadil trojnásobného šampiona turnaje na Brasil Open 2016 v São Paulu, Španěla Nicolase Almagra, a postoupil do prvního kariérního čtvrtfinále. V něm opět nestačil na Cuevase. Do elitní světové stovky žebříčku ATP pronikl 15. srpna 2016, když se posunul ze 101. na 99. příčku. Do premiérového semifinále se probojoval na antukovém Ecuador Open Quito 2018 přes světovou třiačtyřicítku Gaëla Monfilse. Před branami finále jej však vyřadil dvacátý první muž klasifikace Albert Ramos-Viñolas.
Debut v hlavní soutěži grandslamu zaznamenal v mužském singlu Australian Open 2017. Na úvod nenašel recept na dvanáctého nasazeného Tsongu. Třetí kolo majoru poprvé dosáhl na French Open 2020, kde ukončil sedmizápasovou šňůru grandslamových porážek. Do osmifinále jej však nepustil Maďar Márton Fucsovics. Po čtvrtfinálových prohrách na Argentina Open 2020 a Chile Open 2020 jeho pasivní čtvrtfinálová bilance ATP činila 1–7.

## Tituly na challengerech ATP a okruhu Futures
| Legenda                |
| ---------------------- |
| Challengery (5 D; 0 Č) |
| Futures (5 D; 2 Č)     |

### Dvouhra (10 titulů)
| Č. | datum          | turnaj                   | povrch | poražený finalista       | výsledek                |
| -- | -------------- | ------------------------ | ------ | ------------------------ | ----------------------- |
| 1. | listopadu 2011 | Salvador, Brazílie       | tvrdý  | Alexandre Schnitman      | 7–6(7–2), 6–4           |
| 2. | května 2012    | Bauru, Brazílie          | antuka | Leonardo Kirche          | 2–6, 6–2, 7–6(8–6)      |
| 3. | dubna 2013     | Antalya, Turecko         | tvrdý  | Jan Minář                | 7–6(7–2), 6–4           |
| 4. | dubna 2013     | Antalya, Turecko         | tvrdý  | José Hernández-Fernández | 6–3, 7–6(7–5)           |
| 5. | června 2014    | Middelburg, Nizozemsko   | antuka | Boy Westerhof            | 6–4, 6–7(2–7), 7–5      |
| 1. | května 2016    | Aix-en-Provence, Francie | antuka | Carlos Berlocq           | 4–6, 6–4, 6–1           |
| 2. | ledna 2019     | Punta del Este, Uruguay  | antuka | Facundo Argüello         | 3–6, 6–2, 6–3           |
| 3. | července 2019  | Sparkassen, Německo      | antuka | Tobias Kamke             | 7–6(8–6), 6–1           |
| 4. | října 2019     | Lima, Peru               | antuka | Federico Coria           | 6–2, 6–7(7–9), 6–4      |
| 5. | ledna 2020     | Punta Del Este, Uruguay  | antuka | Marco Cecchinato         | 7–6(7–3), 6–7(6–8), 7–5 |

### Čtyřhra (2 tituly)
| Č. | datum       | turnaj           | povrch | spoluhráč           | poražení finalisté             | výsledek         |
| -- | ----------- | ---------------- | ------ | ------------------- | ------------------------------ | ---------------- |
| 1. | března 2013 | Antalya, Turecko | tvrdý  | Maximiliano Estévez | Kirill Dmitrijev Jaraslav Šyla | 5–7, 6–2, [10–6] |
| 2. | května 2015 | Pantiani, Gruzie | antuka | Marco Bortolotti    | Victor Baluda Ivan Kalinin     | 7–6(9–7), 7–5    |